# Мађарски културни центар „Шандор Петефи”
Мађарски културни центар „Шандор Петефи” је једна од установа културе и образовања у Новом Саду. Налази се у улици Јожеф Атиле 16-18.

## Историјат
Мађарски културни центар „Шандор Петефи” је основан 17. јуна 1945. у главној сали зграде, под називом новосадски Мађарски културни центар. Тадашња управа је 22. јула 1951. променила назив организације у Културно уметничко друштво „Петефи Шандор”. Организовали су драмски одсек, хор, фолклорну групу, ликовну радионицу, књижевну, музичку и ритмичку групу. Драмска секција је била најпопуларнија и најактивнија па је основано и Аматерско позориште „Шандор Петефи”. Између 1951. и 1957. године су се у клубу сваке недеље одржавале приредбе, културни програми, забавне вечери, омладинска дружења, чајанке и игранке. Књижевне вечери су имале сталну публику која је својим радом промовисала литературу. Организована су дружења за старије чланове. Међу члановима Културно уметничког друштва је било ликовних уметника аматера и фотографа који су званично почели да функционишу 1972. године. Осамдесетих година прошлог века је на Телепу радило девет секција: музичка, хорска, глумачка, фолклорна, рецитаторска, ликовна, информативна и сценско–уметничка група које су имале двадесет и две радионице, групе и ансамбле. Прве године деведесетих нису одржавали приредбе и програме. Постали су члан Светске федерације Мађара 16. децембра 1994. Године 1996. су преименовани у Мађарско културно друштво „Шандор Петефи” са главним циљем зближавања новосадских Мађара. Поново су променили назив 2010. у Мађарски културни центар „Шандор Петефи”, под којим и данас раде. Потпуно реновирани објекат, чији је оснивач Град Нови Сад, је основан 26. маја 2021. са циљем да својим активностима организује, развија и обогаћује културни живот Мађара у Новом Саду. Данас садрже уметничке радионице, секције за младе, уметничке и драмске секције.

## Активности
Мађарски културни центар „Шандор Петефи” организује следеће активности:
- Дарањи–Телеп дружење
- Чајанке
- Клубске вечере
- Концерте
- Филмске пројекције
- Манифестацију „Дани Телепа”
- Прославу Светог Иштвана
- Петефијеве дане
- Бал Елизабетх–Каталин
- Новогодишњи бал
- Промоције књига
- Плес сениора